# دل کندی

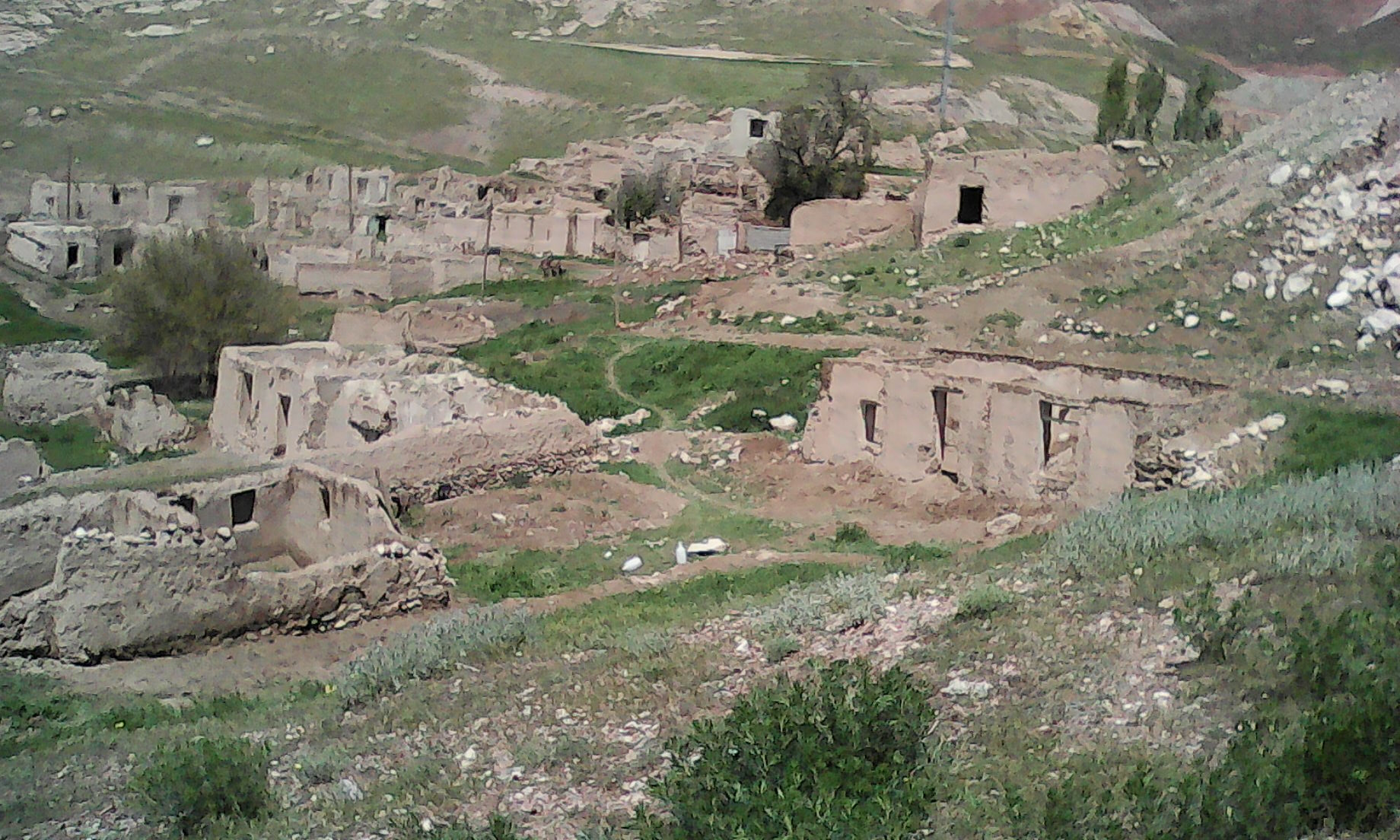
بافت قدیمی روستای دول کندی

دول کندی یک روستا در ایران استان آذربایجان غربی که در شهرستان چایپاره واقع شده است. اهالی این روستا به زنبورداری و دام داری مشغول هستندو زبان اهالی ترکی آذربایجانی است

طبیعت بسیار زیبای این روستا منظره‌های چشمگیری را برای بازدید کنندگان ایجاد کرده است.
متأسفانه طی چند سال اخیر اهالی روستا خانه‌هایشان را ترک کرده و مهاجرت به شهر خوی را انتخاب کرده‌اند و این امر باعث طمع سود جویان شده است به گونه ای که تمامی کوه‌های این روستای زیبا توسط معدنچی‌ها ثبت و هرروز تراشکاری می‌شوند. معادنی هم چون گچ سیلیس و مرمر در این روستا فراوان است.

## طبیعت زیبای روستا
1. دره عمیق به نام دیب بیز که دارای سنگ‌های زیبایی است.
2. کوه مرتفع صفر داغی
3. مراتع زیبا و سرسبز برای چرای دام و کشاورزی
4. سنگ نگاره‌های قدیمی که بر روی آن‌ها عکس‌های حیوانات حک شده است
5. چشمه آب قره سو
6. غارهای بزرگ که گفته می‌شود در گذشته دور محل سکونت انسان‌ها بوده است

به گفته برخی مورخان جاده منتهی به این روستا که مسیری بود که به چورس ختم می‌شد یکی از جاده‌های فرعی جاده ابریشم بود